# هیرسوتیدین
هیرسوتیدین (به انگلیسی: Hirsutidin) با فرمول شیمیایی C۱۸H۱۷O۷+ یک ترکیب شیمیایی با شناسه پاب‌کم ۴۴۱۶۹۴ است. که جرم مولی آن ۳۴۵٫۳۲ g/mol می‌باشد. 